# エナジャイザー

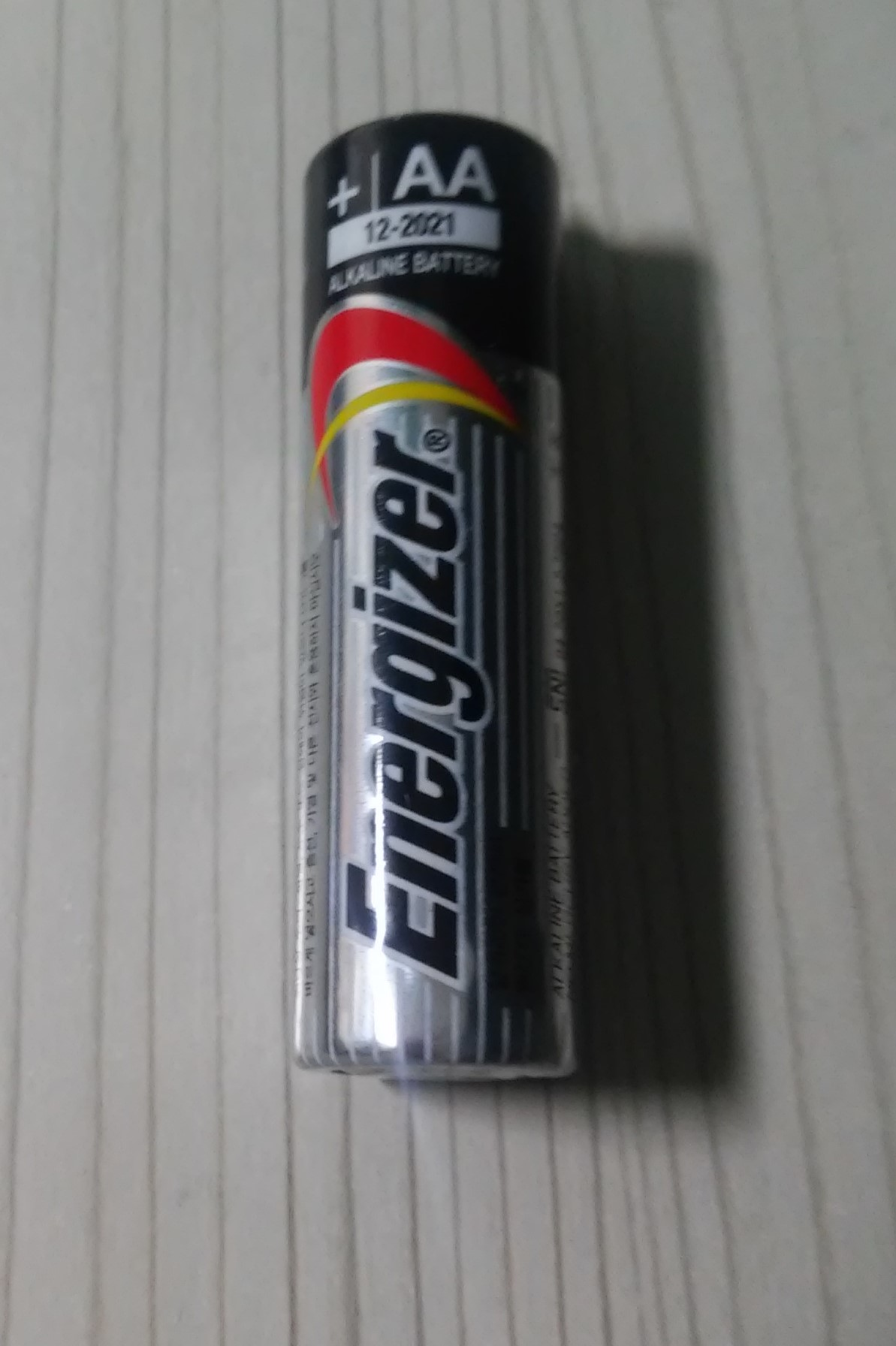
エナジャイザー 電池

エナジャイザー・ホールディングス（Energizer Holdings, Inc.）は、アメリカ合衆国のコンシューマー製品メーカー。ミズーリ州セントルイスを拠点とする。その製品には電池を含み、約25%のシェアを持つ。普及価格帯の製品には買収したエバレディ（Eveready）ブランドを使用する。電池以外に懐中電灯なども販売している。同社の製品は世界165カ国で販売される。
アメリカ市場では、高性能一次電池の市場において、改良型リチウム電池のe2（イー・スクエアード）リチウム電池がパナソニックのオキシライド電池を凌駕した。

## 歴史
1899年1月10日、アメリカン・エレクトリカル・ノベルティ・アンド・マニファクチャリング・カンパニー（American Electrical Novelty and Manufacturing Company）が発明家のデヴィッド・ミゼルから特許（U.S. Patent No. 617,592 1898年3月12日）を取得した。ミゼルの発明品は今日の懐中電灯であり、同社はその生産を始めた。
1905年、アメリカン・エレクトリカル・ノベルティ・アンド・マニファクチャリング・カンパニーの社長、コンラッド・ヒューバートは同社をアメリカン・エバー・レディ・カンパニー（The American Ever Ready Company）と改称し、エバー・レディ（Ever Ready）の商標で懐中電灯と電池を生産、販売した。
1914年、アメリカン・エバー・レディ・カンパニーはナショナル・カーボン・カンパニー（National Carbon Company）の一部となった。ヒューバートは同社の社長となり、エバー・レディの商標はエバレディ（Eveready）と短縮された。
1917年、ナショナル・カーボン・カンパニーはユニオン・カーバイドと合併し、ユニオン・カーバイド・アンド・カーボン・カンパニー（The Union Carbide and Carbon Company）となる。
1917年から1921年まで、エバレディは「DAYLO」の商標で懐中電灯および電池を販売した。
1959年に同社のルイス・アリーが長寿命のアルカリ乾電池を発明した。しかしながらエバレディはこれを積極的に販売しようとせず、従来のマンガン乾電池の販売を続けた。その結果、同社は市場シェアをデュラセルに大きく奪われることとなった。
1980年以前の同社のアルカリ乾電池はエバレディ・アルカリ・パワーセル（Eveready Alkaline Power Cell）と呼ばれていた。1980年、現在のエナジャイザー（Energizer）の名称での販売が始められた。
1986年、ユニオン・カーバイドはバッテリー製造事業部を14億ドルでラルストンピューリナ社に売却、同事業部は全額出資子会社のエバレディ・バッテリー・カンパニー（Eveready Battery Company, Inc.）となった。当時エバレディとエナジャイザーは52%の市場シェアを持っていた。ラルストンの下でエバレディは競合社のデュラセルに対して市場シェアを減少させることとなった。
1992年、エバレディはイギリスのハンソン・トラストからブリティッシュ・エバー・レディ・エレクトリカル・カンパニーを買収した。同社はゴールド・シール、シルバー・シールの商標で電池を製造していた。
1999年、エバレディは充電池部門を売却した。しかしながら現在も市場では充電池を販売している。
2000年にラルストンはエバレディを独立させ、エナジャイザー・ホールディングスとしてニューヨーク証券取引所に上場させた。エナジャイザーはエバレディのブランドで安価な電池を販売している。
エナジャイザーは現在、ノースカロライナ州アッシュボロ、バーモント州セントオールバンズ、ミズーリ州メリービル、スイス、シンガポールに生産施設を所有する。最新の技術センターはオハイオ州ウェストレイクに所在する。

## 日本におけるエナジャイザー
1989年より、富士フイルムと電池事業で提携していたため、富士フイルムが同社製の電池類を国内に供給していた。これらはダブルブランドで販売され、マンガン電池がFUJIFILMとEVEREADY、アルカリ電池やリチウム電池、ボタン電池がFUJIFILMとENERGIZERであった。しかし、2008年9月、富士フイルムは電池販売から撤退し、シック・ジャパンが事業を継承し、ENERGIZER単独ブランドとしてリチウム乾電池やLEDライトなどを輸入販売している。2015年7月1日より、シック・ジャパンでの取り扱いを終了し、国内総代理店が小泉成器に変更になった。

## ソニーエバレディ

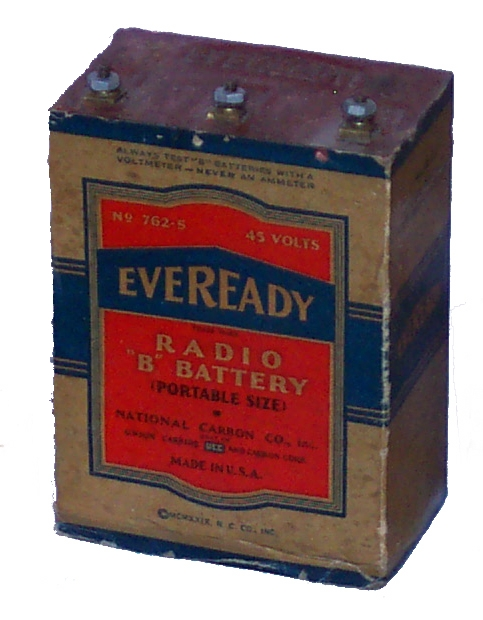
エバレディの真空管ラジオ用B電池、NATIONAL CARBON Co.時代のもの

エバレディブランドは、ユニオン・カーバイドの歴史ある電池事業を買収したもの。ユニオン・カーバイドはソニーとの合弁会社としてソニーエバレディを1975年に設立して日本市場に参入していた。当時、電池開発のノウハウが不足していたソニーが電池事業に参入するための合弁で、ユニオン・カーバイドが製品開発を担当し、ソニーが製造するという役割分担だった。ところが、ユニオン・カーバイドのボパール工場（インド）で事故が発生、これにより、同社の財務が急速に悪化し、ソニーとの合弁は1986年に終了、日本市場からエバレディブランドが消えることとなる。ソニーエバレディはユニオン・カーバイドの持分をソニーが買い取り、100パーセント出資のソニーエナジー・デバイスとして、電池事業を継続している。

## 参照
1. 1 2 3 4 5  “Energizer Holdings, Inc. Full Year 2021 Form 10-K Report”. quotemedia.com (2021年9月30日). 2022年5月9日閲覧。
2. ↑  Energizer Holdings
3. ↑  "Contact Energizer." Energizer Holdings. Retrieved on August 18, 2009.
4. ↑  "Zoning Map." City of Town and Country. Retrieved on August 18, 2009.
5. ↑  "Town and Country city." U.S. Census Bureau. Retrieved on August 18, 2009.
6. ↑  Volkmann, Kelsey. "Energizer to cut jobs as sales slump." St. Louis Business Journal. Tuesday July 28, 2009. Retrieved on August 18, 2009.
7. ↑  Norwell, Julie (2006年5月28日). “Out to Beat the Bunny”. TIME 2010年2月20日閲覧。
8. 1 2  Patent number: 617592 by David Misell
9. ↑  History of Batteries (and other things)
10. ↑  Flishlight Museum
11. 1 2 3 4  MANUFACTURER'S HISTORIES
12. ↑  International Directory of Company Histories, Vol. 32. St. James Press, 2000 (history company through 2000 via fundinguniverse.com)
13. ↑  “Assault and battery: The fall of the Ever Ready empire: a classic tale of British decline by David Bowen - Business, News”. London: The Independent. (1993年6月27日) 2010年2月20日閲覧。
14. ↑   Swiss Energizer Homepage